# Sternopygus
Sternopygus es un género de peces de agua dulce de la familia Sternopygidae, en el orden de los Gymnotiformes. Sus especies se distribuyen en ambientes acuáticos de Sudamérica cálida, y son denominadas comúnmente cuchillas, banderolas, etc. Algunas especies poseen importancia comercial en acuariología.

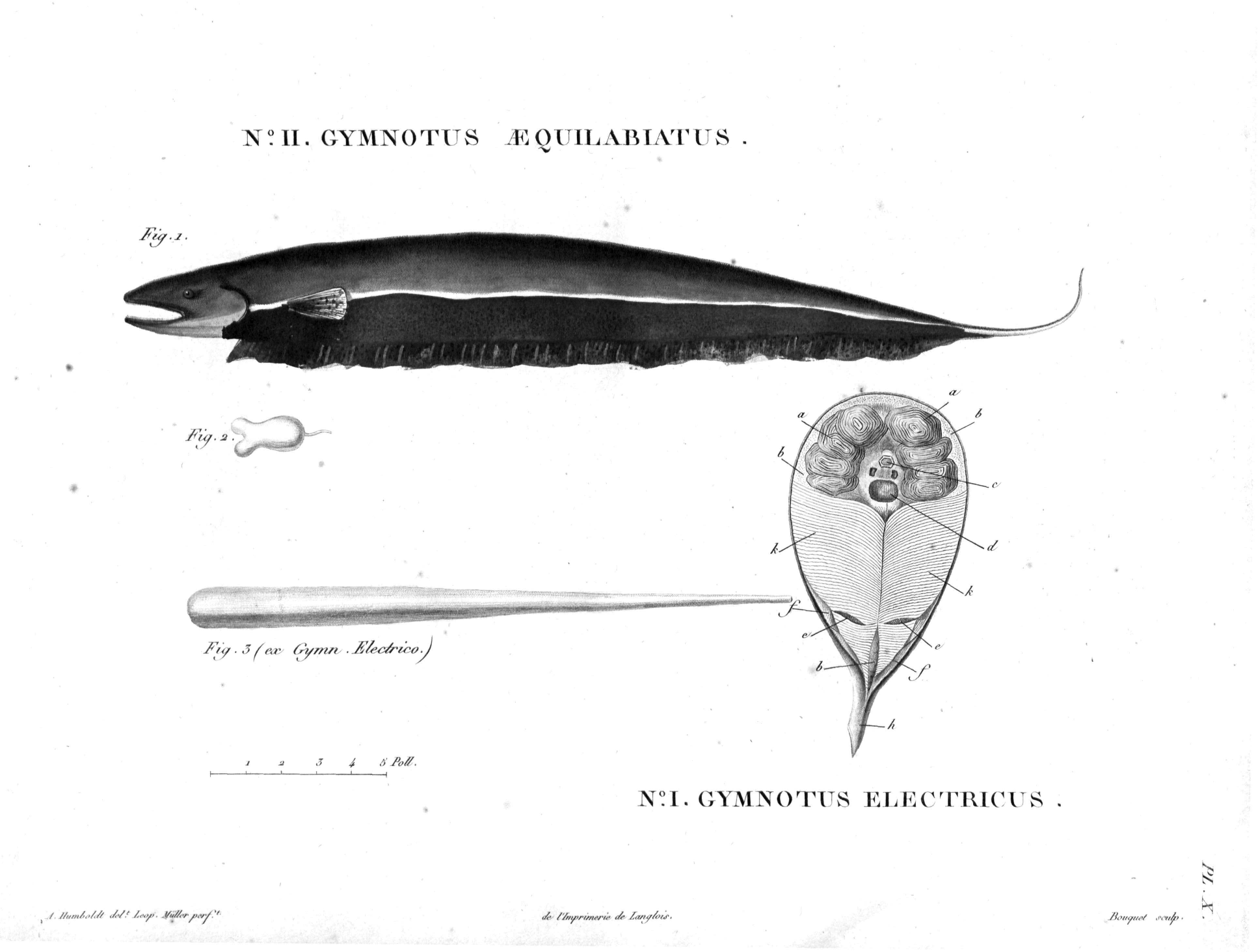
Sternopygus aequilabiatus.

## Taxonomía
Este género fue descrito originalmente en el año 1849 por los zoólogos alemanes Johannes Peter Müller y Franz Hermann Troschel.
Etimología
Etimológicamente el nombre genérico Sternopygus se construye con dos palabras del idioma griego, en donde sterno que significa 'esternón' y pyge que es 'cola'.
Especies
Este género se subdivide en 9 especies:
- Sternopygus aequilabiatus (Humboldt, 1805)
- Sternopygus arenatus (Eydoux & Souleyet, 1850)
- Sternopygus astrabes (Mago-Leccia, 1994)
- Sternopygus branco (Crampton, Hulen & Albert, 2004)
- Sternopygus castroi (Triques, 1999)
- Sternopygus macrurus (Bloch & Schneider, 1801) - bío del río
- Sternopygus obtusirostris (Steindachner, 1881)
- Sternopygus pejeraton (Schultz, 1949)
- Sternopygus xingu (Albert & Fink, 1996)

## Morfología
Posee su cuerpo la forma de un cuchillo comprimido; no presenta ni aletas pélvicas ni dorsal, siendo la aleta anal extremadamente larga y ondulante para permitirle moverse tanto hacia delante como hacia atrás. También poseen un órgano eléctrico que genera descargas eléctricas.

## Distribución
Las especies que lo integran se distribuyen en las grandes cuencas sudamericanas: la del Amazonas, la del Orinoco, y la del Plata, además de la cuenca del río Magdalena, la del São Francisco, así como también en drenajes atlánticos del este del Brasil. Cuentan con alguna especie las Guayanas, Venezuela, Colombia, Ecuador, Perú, Bolivia, Brasil, Paraguay, Uruguay y la Argentina.

## Costumbres
Habita en pantanos, arroyos y ríos de aguas lénticas. Se alimenta de pequeños invertebrados, particularmente de las larvas de insectos acuáticos. Se reproduce justo antes del inicio de la temporada de lluvias o durante la misma. Puede producir 6473 huevos. Los machos persistentemente defienden un territorio y buscan una pareja reproductora haciendo señales eléctricas a las hembras que pasan. Las hembras maduras poseen frecuencias más altas que los machos maduros. Durante la época de reproducción los andrógenos plasmáticos modulan la frecuencia EOD. 4 días después de la fecundación, los embriones eclosionan, comenzando a alimentarse exógenamente recién en el día 11, momento en el cual el órgano eléctrico y los electrorreceptores ya están presentes. Según experimentos de reproducción en cautiverio, alcanza la madurez sexual a partir de 1 año de edad.